# Кінельська сільська рада
Кіне́льська сільська рада (рос. Кинельский сельский совет) — сільське поселення у складі Матвієвського району Оренбурзької області Росії.
Адміністративний центр — селище Кінельський.

## Історія
2013 року ліквідована Азаматовська сільська рада (село Азаматово, селище Комишла), територія увійшла до складу Кінельської сільради.

## Населення
Населення — 1336 осіб (2019; 1507 в 2010, 1914 у 2002).

## Склад
До складу сільської ради входять:
| Населений пункт                   | Населення, осіб (2002) | Населення, осіб (2010) |
| --------------------------------- | ---------------------- | ---------------------- |
| Азаматово, село                   | 188                    | 184                    |
| Африка, селище                    | 179                    | 107                    |
| Висотний, селище                  | 294                    | 227                    |
| Кінельський, селище               | 1046                   | 869                    |
| Комишла, селище                   | 27                     | 13                     |
| Нижньоновокутлумбетьєво, присілок | 180                    | 107                    |